# Єфрем II Єрусалимський
Єфрем ІІ - патріарх Єрусалимський (1766-1771) і письменник XVIII століття.

## Біографічні дані
Він народився в Афінах і його початкове ім'я було Ефтіміос. Після початкової освіти в Афінах навчався в монастирі Святого Іоанна Богослова на Патмосі, де став ченцем на ім'я Єфрем. Він був доброчесним і відомим своєю освітою, а грецькі та арабські письменники XVIII століття додали до його імені почесне звання «вчитель».
У 1741 або 1742 році, вже відомий проповідник, Єфрем прибув на Кіпр на запрошення архієпископа Філофея, щоб взяти на себе керівництво грецькою школою, яку також називали Еллінським музеєм. До 1760 року жив на Кіпрі, працюючи вчителем і водночас консультантом у Архієпархії Кіпру. У 1760 році він здійснив подорож на Афон і привіз із Великої Лаври на Кіпр частину черепа преподобного Михаїла Синайського (VIII-IX ст.). У тому ж році разом з митрополитом Кітійським Макаріосом I вирушив до Константинополя, щоб зібрати гроші на потреби Кіпрської церкви. Османська влада також вимагала зниження податків через чуму, але їх прохання не було задоволено.
У Константинополі Єфрем отримав почесне звання проповідника Великої Церкви Христової. Він повернувся на Кіпр і був обраний архієпископом, але таємно виїхав до Єрусалиму (ймовірно, щоб уникнути висвячення на цю посаду). У 1761 р. розташовувався в Бейруті та Дамаску, головних центрах Антіохійського патріархату, де точилося запекле протистояння між православною та відокремленою від нього католицькою церквою Мелхіседека. Єфрем написав там антикатолицький трактат «Кодекс єретичних нововведень, запроваджених латинянами», в якому перерахував 170 відхилень римо-католиків від православної віри після Великого розколу.
Однак там він був ненавмисно висвячений на митрополита Вифлеємського 6 вересня 1766 року, а 17 жовтня того ж року на Патріарха, змінивши Парфенія, який на його користь подав у відставку Вселенському Патріарху Самуїлу. Одразу почалося жебрацтво про сіоністську церкву, досягнувши гегемонії, але в цей час спалахнула російсько-турецька війна. Побоюючись переслідування християн у дунайських князівствах, Єфрем поспішно повернувся до Константинополя. Близько 1767 року він чинив опір намаганням францисканців повернути контроль над базилікою Різдва у Вифлеємі та гробницею Богородиці в Гефсиманії. У 1768 р. йому вдалося випустити ферман, який затверджував привілеї православних на паломництво.
Більшість джерел повідомляє, що патріарх Єфрем помер у Константинополі в 1771 році.

## Його роботи
Єфрем відзначався своєю інтелектуальною та літературною творчістю, але більшість його творів були опубліковані лише після його смерті. Орієнтовно можна згадати таке:
- Опис шанування монастиря Кіккос (Венеція 1751 р.)
- Християнське вчення (1775)
- Православне вчення Мелетія Пігаса (1769 р.)

Серед його неопублікованих праць найважливішим видається «Кодекс єретичних нововведень», список латинських нововведень. Його листи 1761 і 1762 років, а також «Від найвитонченішого вчителя Бухареста, пана Александроса, до найблагочестивішого автора Іоаніса Костянтина Ніколаоса Маврокордатона, дуже коротка розповідь про вченого вчителя Макарія з острова Патмос» включені до Єрусалимського кодексу під порядковим номером 424.

## Більше бібліографії
- Σάθας (ред.). Νεοελληνική Φιλολογία.
- Ιωάννης Σακκελίων (ред.). Ανακοινώσεις περί του Αθηναίου πατριάρχου Εφραίμ.
- Σ. Δ. Κοντογιάννης (ред.). Πάπυρος-Λαρούς-Μπριτάνικα, τ. 25, σ. 268.
- Στράντζαλης Πολύβιος, Ο Πατριάρχης Ιεροσολύμων Εφραίμ Β' ο Αθηναίος. Η συμβολή του στον ελληνισμό, στα γράμματα και στα εκκλησιαστικά θεολογικά ζητήματα του ΙΗ΄ αιώνα, Εκδοτικός Οίκος Αντ. Σταμούλη, Θεσσαλονίκη 2003.